# Confessions (álbum de Aurea)
Confessions é o quarto disco da cantora portuguesa Aurea, lançado a 4 de maio de 2018 através da Ruela Music e da Sony Music. O disco começou a ser trabalhado entre os 4 meses finais de 2017. A base do álbum são as confissões que ao longo dos anos foram sendo feitas à cantora. O disco foi gravado no Porto. Embora a cantora quisesse que o disco saltasse as barreiras do Soul, esse género também pode ser bastante ouvido. O recorde do disco foi o 1º Lugar e esteve no top durante 25 semanas.

## A História
Aurea começou com 20 confissões depois selecionadas, sobrando 9. As 9 músicas finais ficaram Thrill Seeker, Hide (Aurea), Away From You, Like A Sheet Of Coated Paper, One Night Fix, Secretly, You Don't Really Love Me, Like Heaven e Head Over Heels. As músicas foram compostas a maior parte por Rui Ribeiro mas três contaram com Aurea. Carolina Deslandes estava para lançar Done With You sendo depois entregue a Aurea através de Instagram. 

## Crítica da Fnac
A Fnac avalia o Confessions com 4,5 estrelas.

## Lançamento e Produção
A 17 de Abril de 2018, Aurea revelou a capa do disco pelas Redes Sociais. Done With You foi cantado pela primeira vez ao vivo dia 7 de março. A 23 de  Abril foi lançado o single Thrill Seeker e a 27 de abril saiu Hide. A primeira apresentação no Senhor de Matosinhos dia 18 de maio mas a grande apresentação foi dia 24 de março no Rádio-Hotel em Lisboa.  Head Over Heels foi lançado dia 25 de dezembro de 2018 direto do disco, a sua primeira apresentação foi no The Voice Portugal- Especial Natal com o cantor Agir embora o original não conte com Agir. O video foi gravado em casa da Aurea e ao vivo.

## Músicas
| Número | Nome                         | Créditos                                       | Tempo |
| ------ | ---------------------------- | ---------------------------------------------- | ----- |
| 1      | Thrill Seeker                | Rui Ribeiro                                    | 3:35  |
| 2      | Done With You                | Carolina Deslandes, Rodrigo Carmo, Rui Ribeiro | 4:05  |
| 3      | Hide                         | Aurea, Rui Ribeiro                             | 4:18  |
| 4      | Away From You                | Aurea, Rui Ribeiro                             | 3:53  |
| 5      | Like A Sheet Of Coated Paper | Rui Ribeiro                                    | 3:41  |
| 6      | One Night Fix                | Aurea, Rui Ribeiro                             | 4:24  |
| 7      | Secretly                     | Rui Ribeiro                                    | 3:35  |
| 8      | You Don't Really Love Me     | Rui Ribeiro                                    | 3:49  |
| 9      | Like Heaven                  | Rui Ribeiro                                    | 4:16  |
| 10     | Head Over Heels              | Rui Ribeiro                                    | 4:48  |

## Biografia Rápida
Lançamento- 4 de Maio de 2018
Géneros- Soul, Música eletrônica
Duração- 40 minutos
Gravadoras- Ruela Music, Sony Music
Singles- Done With You, Thrill Seeker, Hide, Head Over Heels
Antecessor- Restart
Sucessor-...